# Carlos Queiroz
Carlos Manuel Brito Leal de Queiroz (wym. [ˈkaɾluʃ kɐjˈɾɔʃ]; ur. 1 marca 1953 w Nampuli w Mozambiku) – portugalski trener piłkarski i piłkarz.

## Kariera szkoleniowa
Był bramkarzem miejscowego klubu Nampuli. W 1976 z powodu kontuzji musiał zakończyć piłkarską karierę. Pracę szkoleniową rozpoczął w Portugalii, z reprezentacją młodzieżową, z którą dwukrotnie – w 1989 i 1991 – zdobył tytuł mistrza świata. Jest twórcą największych sukcesów w historii młodzieżowej piłki portugalskiej i wychowawcą „Złotego pokolenia” portugalskich piłkarzy, którego najwybitniejsi przedstawiciele – Luís Figo, Rui Costa, Jorge Costa i Fernando Couto – stanowili później o sile dorosłej kadry.
W 1990 został selekcjonerem reprezentacji A, ale nie udało mu się z nią awansować do Mundialu 1994. Do światowego czempionatu wprowadził za to Republikę Południowej Afryki, lecz został zwolniony na kilka miesięcy przed turniejem. Ponadto szkolił zespoły w Stanach Zjednoczonych, Japonii i Zjednoczonych Emiratach Arabskich; jest jednym z nielicznych trenerów, którzy pracowali na czterech różnych kontynentach.
W 2003 dostał szansę od Realu Madryt, ale sezon spędzony w stolicy Hiszpanii – IV miejsce w Primera División i szybkie odpadnięcie z Ligi Mistrzów – był jednym z gorszych w całej historii klubu. W 2004 ponownie (wcześniej w latach 2002–2003) został asystentem Aleksa Fergusona w Manchesterze United. W tym czasie klub zdobył m.in. Puchar Mistrzów i dwa tytuły mistrza Anglii. Zdaniem wielu obserwatorów był szykowany na następcę Fergusona, jednak w lipcu 2008 zdecydował się przyjąć propozycję szefów Portugalskiego Związku Piłki Nożnej i po raz drugi w karierze poprowadził reprezentację Portugalii.
Brał z nią udział w kwalifikacjach do Mundialu 2010. W grupie eliminacyjnej Portugalia zajęła drugie miejsce, za Danią. Do mistrzostw awansowała dzięki wygranej w barażach z Bośnią i Hercegowiną. Na samym turnieju jego podopieczni, wśród których znajdowali się m.in. Cristiano Ronaldo, Deco, Paulo Ferreira i Ricardo Carvalho, doszli do drugiej rundy, gdzie przegrali 0:1 z przyszłymi mistrzami świata Hiszpanami. W rozgrywkach grupowych wygrali z Koreą Północną i Wybrzeżem Kości Słoniowej oraz zremisowali z Brazylią.
Po mistrzostwach Queiroz został zawieszony na pół roku za obrażenie kontrolerów antydopingowych. W tym czasie Portugalczycy (prowadzeni na boisku przez Agostinho Oliveirę) rozpoczęli eliminacje do Euro 2012; po dwu pierwszych meczach mieli na koncie tylko jeden punkt, po remisie z Cyprem (4:4) i porażce z Norwegią (0:1). 9 września, dwa dni po tym ostatnim spotkaniu, portugalska federacja postanowiła rozwiązać kontrakt z trenerem.
4 kwietnia 2011 został selekcjonerem reprezentacji Iranu. Dwa lata później świętował z nią awans do Mundialu 2014.
8 września 2021 roku został trenerem reprezentacji Egiptu.

## Sukcesy szkoleniowe
- mistrzostwo świata U-20 1989 i 1991 z młodzieżową reprezentacją Portugalii
- wicemistrzostwo Portugalii 1996 ze Sportingiem
- awans do Mundialu 2002 z reprezentacją RPA
- awans do Mundialu 2010 i start w tym turnieju (1/8 finału) z reprezentacją Portugalii
- awans do Mundialu 2014 z reprezentacją Iranu

## Odznaczenia
- Komandor Orderu Infanta Henryka (1989, Portugalia)